# TWICE (日本の音楽グループ)
TWICE（トゥワイス）は、KAZUMIとMASAの姉弟から成る日本の2人組音楽ユニット。2009年にメジャーデビュー。

## 概要
2007年に地元である鳥取県米子市で結成。キャッチーなステージングが話題となり瞬く間に地元クラブシーンの代表するアーティストとして注目を集める存在となった。
以来、R&B、ヒップホップ、POPSとジャンルにとらわれないスタイルでお互いの個性を生かした音楽を制作。姉弟ともにラップ、ソングライトもこなすマルチプレイヤーでもある。
2009年にユニバーサルミュージック傘下の配信専門レーベルであるe-SUM RECORDSに所属し、メジャーデビュー。
2012年、ヤマハ主催のアマチュア音楽コンテスト「Music Revolution」のスピンオフ企画「MusicRevolution SENSATION!」において、ソングライター部門グランプリを獲得する。
同年9月、MASAがセルフプロデュースアルバム『Exceed』でソロデビュー。

## メンバー

### KAZUMI
- 名前：かずみ
- 姉
- 担当：ボーカル
- 生年月日：不詳
- 血液型：AB型
- 足のサイズ：23.5cm - 24cm
- 趣味：ショッピング・髪いじり、ストレッチ
- 好きな花：ピンクのバラ
- 好きな言葉：自分は自分、LOVE

### MASA
- 名前：まさ、本名：太田雅之[3]
- 弟
- 担当：MC
- 生年月日：1984年9月20日（40歳）
- 血液型：B型
- 好きな言葉：闇があってこそ光が見える
- HIPHOP演歌歌手の長谷川真吾と中学校時代の同級生であり、2年間同じクラスであった。

## ディスコグラフィ

### シングル
- DISTANCE[4]（2009年2月4日発売）
  1. DISTANCE
    - テレビ東京系「流派-R」3月度エンディングテーマ
    - テレビ大阪系 音楽情報番組「ナイトクルージング」1月度オープニングテーマ

  2. キミがスキ!
- メモリーズ[5]（2009年12月16日配信開始）
- ありがとう、サヨナラ。（自主製作盤）
  1. ありがとう、サヨナラ。
  2. Special Love♥
  3. Perfect Game

### アルバム
- Twice The Love（2010年2月10日配信開始、2月24日発売）
  1. Special Love♥
  2. メモリーズ
  3. The Love (interlude)
  4. 素直になれなくて
  5. Happy days
  6. もう一度…
    - モバゲータウンで長期1位を獲得

  7. Twice The Love (outro)
  8. Let's dance (bonus track)

モバゲータウンの全国クリエイターランキング1位を獲得
R&B、ソウルランキング楽曲総合ランキングでも1位を獲得

### 参加作品
- コンピレーションアルバム『アイのうた』シリーズ『いちばん大切なキミへ贈るうた〜恋人へ〜』
  - 「DISTANCE」収録